# Hapoel Haifa Football Club
El Hapoel Haifa Football Club (en hebreo: מועדון הכדורגל הפועל חיפה‎, Moadon HaKaduregel Hapoel Haifa) es un club de fútbol israelí de la ciudad de Haifa. Fue fundado en 1924 y juega en la Premier League de Israel.

## Estadio

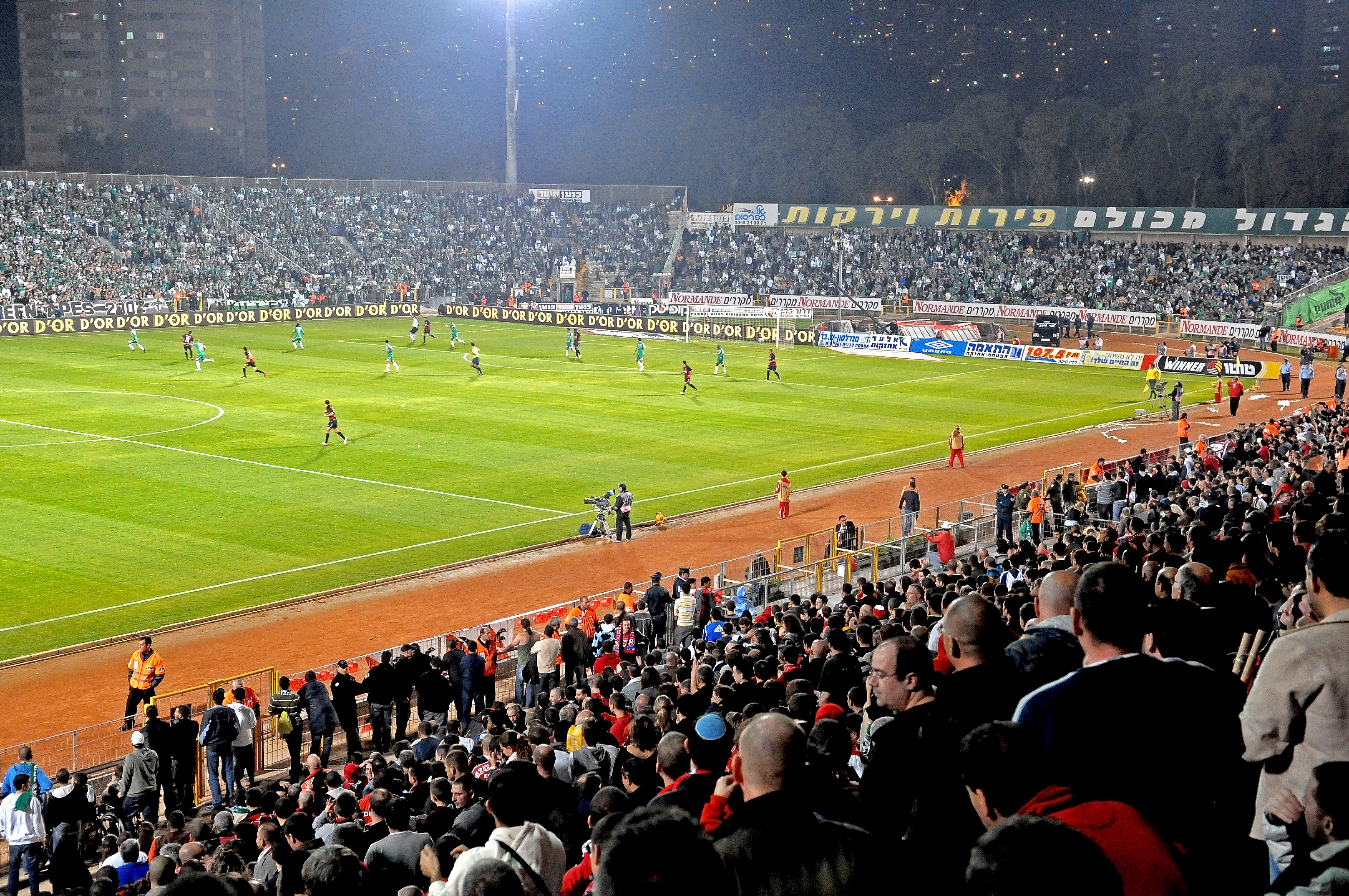
El Estadio Kiryat Eliezer durante el derby ante Maccabi Haifa F.C..

## Palmarés

### Torneos nacionales (8)
- Premier League de Israel (1): 1998
- Copa de Israel (4): 1963, 1966, 1974, 2018
- Copa Toto (2): 2001, 2013
- Supercopa de Israel (1): 2018
- Liga Leumit (1): 2009

## Participación en competiciones de la UEFA
| Temporada | Torneo                | Ronda             | Club               | Casa | Visita | Global   |
| --------- | --------------------- | ----------------- | ------------------ | ---- | ------ | -------- |
| 1996      | UEFA Intertoto Cup    | Grupo 1           | Standard Lieja     |      | 2–2    | 4º Lugar |
| 1996      | UEFA Intertoto Cup    | Grupo 1           | Aalborg            |      | 4–5    | 4º Lugar |
| 1996      | UEFA Intertoto Cup    | Grupo 1           | VFB Stuttgart      | 0–4  |        | 4º Lugar |
| 1996      | UEFA Intertoto Cup    | Grupo 1           | Cliftonville F.C.  | 1–1  |        | 4º Lugar |
| 1998      | UEFA Intertoto Cup    | 1                 | Naţional București | 1–2  | 1–3    | 2–5      |
| 1999–2000 | UEFA Champions League | 2ª Clasificatoria | Besiktas           | 0–0  | 1–1    | 1–1(a)   |
| 1999–2000 | UEFA Champions League | 3ª Clasiicatoria  | Valencia CF        | 0–2  | 0–2    | 0–4      |
| 1999–2000 | UEFA Cup              | 1                 | Club Brugge KV     | 3–1  | 2–4    | 5–5(a)   |
| 1999–2000 | UEFA Cup              | 2                 | Ajax FC            | 0–3  | 1–0    | 1–3      |
| 2001      | UEFA Intertoto Cup    | 1                 | TVMK Tallinn       | 2–0  | 3-0    | 5–0      |
| 2001      | UEFA Intertoto Cup    | 2                 | FC Dinamo Minsk    | 0–1  | 0–2    | 0–3      |
| 2018–19   | UEFA Europa League    | 2ª Clasificatoria | FH                 | 1–1  | 1–0    | 2–1      |
| 2018–19   | UEFA Europa League    | 3ª Clasificatoria | Atalanta           | 1−4  | 0–2    | 1–6      |